# 1928 Сумма
1928 Сумма (1928 Summa) — астероїд головного поясу, відкритий 21 вересня 1938 року.
Тіссеранів параметр щодо Юпітера — 3,448.